# Registermark
Registermark war ein banktechnischer Währungsbegriff, basierend auf der Reichsmark, der von 1931 bis mindestens 1938 existierte. Er wurde im Zahlungsverkehr zwischen deutschen und ausländischen Banken mittels Registermarkschecks durchgeführt. Die Einführung durch die Deutsche Reichsbank war durch einen Mangel an ausländischen Devisen erzwungen worden und war damit ein Instrument deutscher Devisenbewirtschaftung, was allerdings auch im Interesse ausländischer Gläubiger lag. 
„... die Registermark, die zugunsten eines ‚registrierten Berechtigten‘ entsteht(, erfolgt) durch Einzahlungen bei der Reichsbank, auf Grund der Stillhalteabkommen, (und) wird mittels Schecks (im Ausland und dann in dortiger Währung) verfügt. Die Registermark wurde 1936 mit einem Abschlag von 40–65 vom Hundert notiert.“
Die Registermarkschecks können auch als eine Form von internationalen Reiseschecks angesehen werden. In den vielen Stillhalteabkommen, ab 1931 zwischen ausländischen Banken und der Reichsbank wurde vereinbart, dass die im Ausland verbrauchten Devisen deutscher Berechtigter erst mit Zeitverzug und in Teilbeträgen von der Reichsbank diesen ausländischen Banken wieder nach Devisenkasselage zurückerstattet wurden.